# Milbenkäse

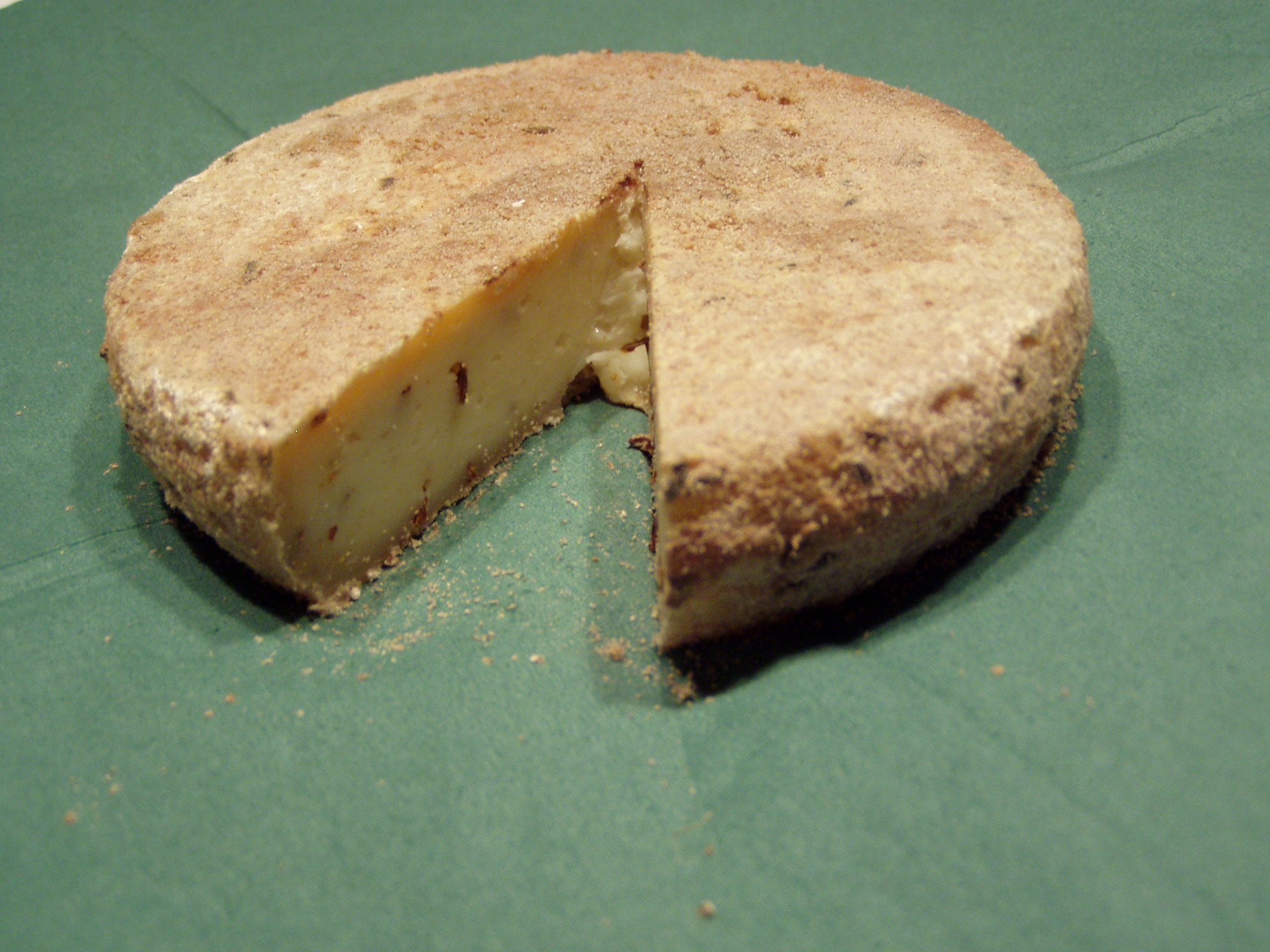
Milbenkäse jovem

Milbenkäse ("queijo ácaro"), também chamado Mellnkase no dialeto local e geralmente (mas erroneamente) conhecido como Spinnenkäse ("queijo aranha"), é um queijo alemão. Hoje é produzido exclusivamente em Würchwitz, no estado da Saxônia-Anhalt. A tradição, que vem desde a Idade Média, quase se perdeu na década de 1970, pois somente a anciã Liesbet Brauer a conhecia. Um professor de ciências local, chamado Helmut Pöschel recebeu como presentes os ensinamentos para se fazer o Milbenkäse e em conjunto com seu sócio Christian Schmelzer revitalizou a tradição. Um museu foi construído em Würchwitz para celebrar o renascimento da produção de Milbenkäse, onde os visitantes podem provar pedaços do queijo.

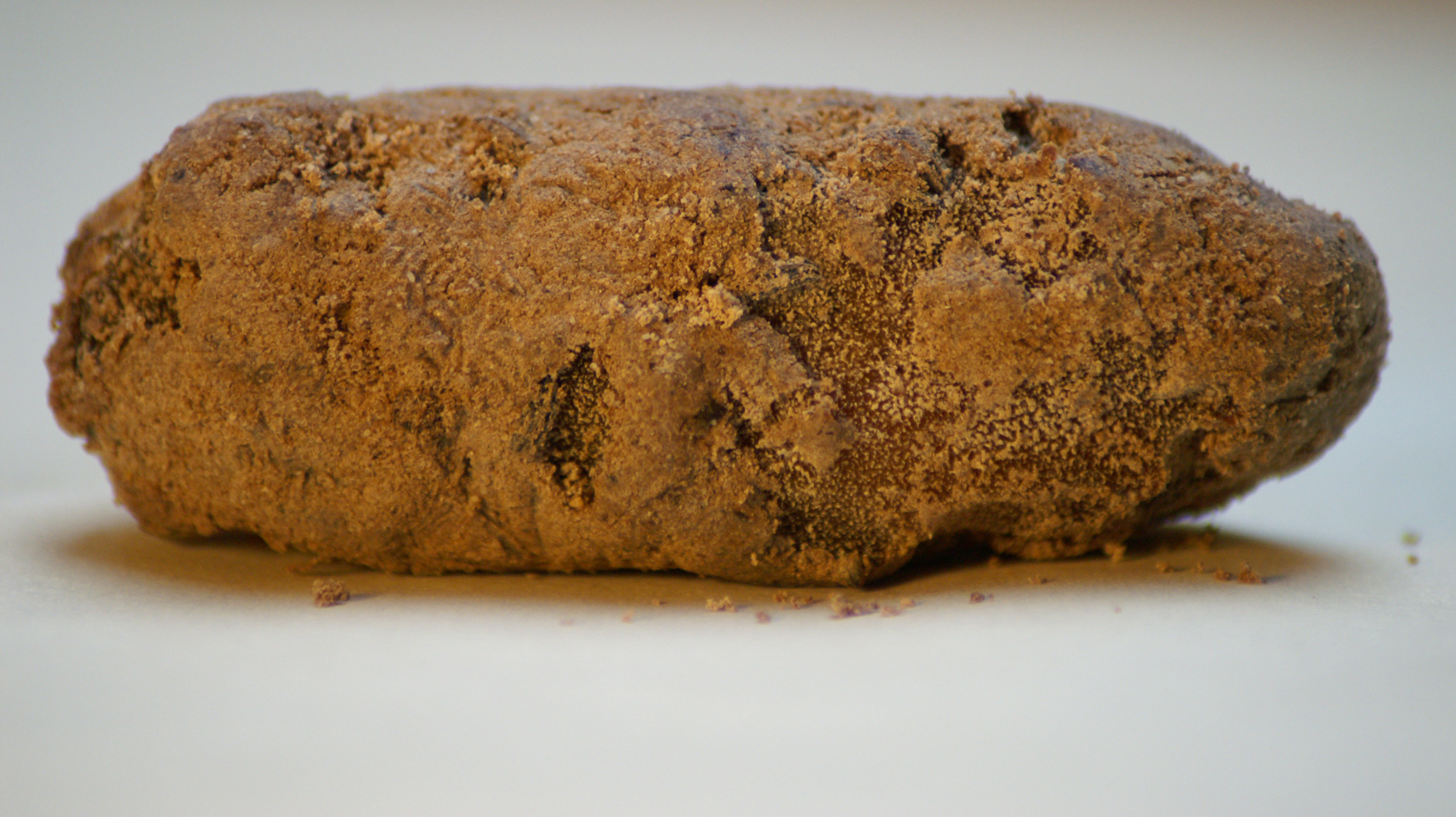
Milbenkäse envelhecido

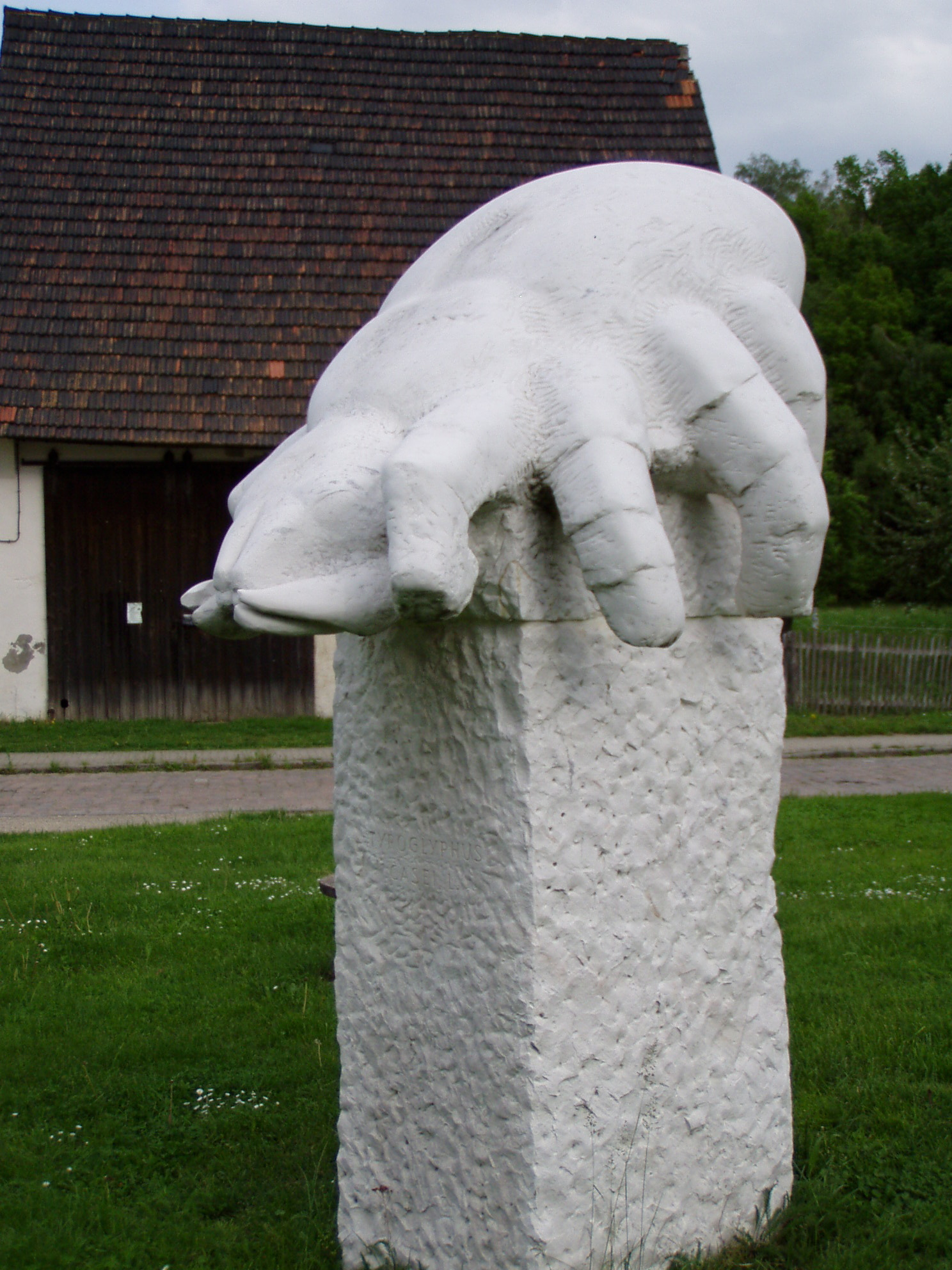
A estátua do queijo, no museu em Würchwitz.

O queijo Quark é temperado com sal e alcarávia e recebe um formato de pequenas bolas, cilindros ou rodas e começa a ser seco. Daí é colocado em uma caixa de madeira contendo farinha de centeio e habitada por Tyroglyphus casei, o ácaro do queijo, por pelo menos três meses. O suco digestivo do ácaro se espalha pelo queijo para que este fermente. Aadiciona-se farinha para que o ácaro se alimente do queijo ao invés de sair da caixa procurando algum alimento mais desejado. 
Após um mês, a casca do queijo se torna amarela, e depois de três meses, marrom avermelhada. Alguns produtores, entretanto, deixam o queijo maturar por um ano, até se tornar negro. O sabor é similar ao do queijo Harzer, mas com uma nota mais amarga (aumenta com o tempo) e com um sabor distinto. Os ácaros que ficam na casca são consumidos também.